# 자웅이숙
순차적 남녀한몸증(sequential hermaphroditism, 순차 자웅동체증, 순차적 남녀중간몸증, 순차 암수한몸) 또는 자웅이숙(雌雄異熟, dichogamy)이란 어류, 복족류, 식물에서 나타나는 자웅동체의 일종이다. 암수 생식세포를 한 몸에 가지고 있으나 그 성숙 시기에 차이가 있어 양성이 동시에 나타나지 않고 일생 중 특정 기간에는 암컷이 되고 나머지 기간에는 수컷이 되거나 그 반대가 되는, 즉 자연적 성전환을 하는 것을 말한다. 전환한 성으로서 완전한 생식기능을 갖춘다는 점에서 인간의 성전환과는 근본적으로 다르다. 수컷으로 태어나 암컷이 되는 것을 웅성선숙(雄性先熟, protandry, 수술선숙), 암컷으로 태어나 수컷이 되는 것을 자성선숙(雌性先熟, protogyny, 암술선숙)이라고 한다.

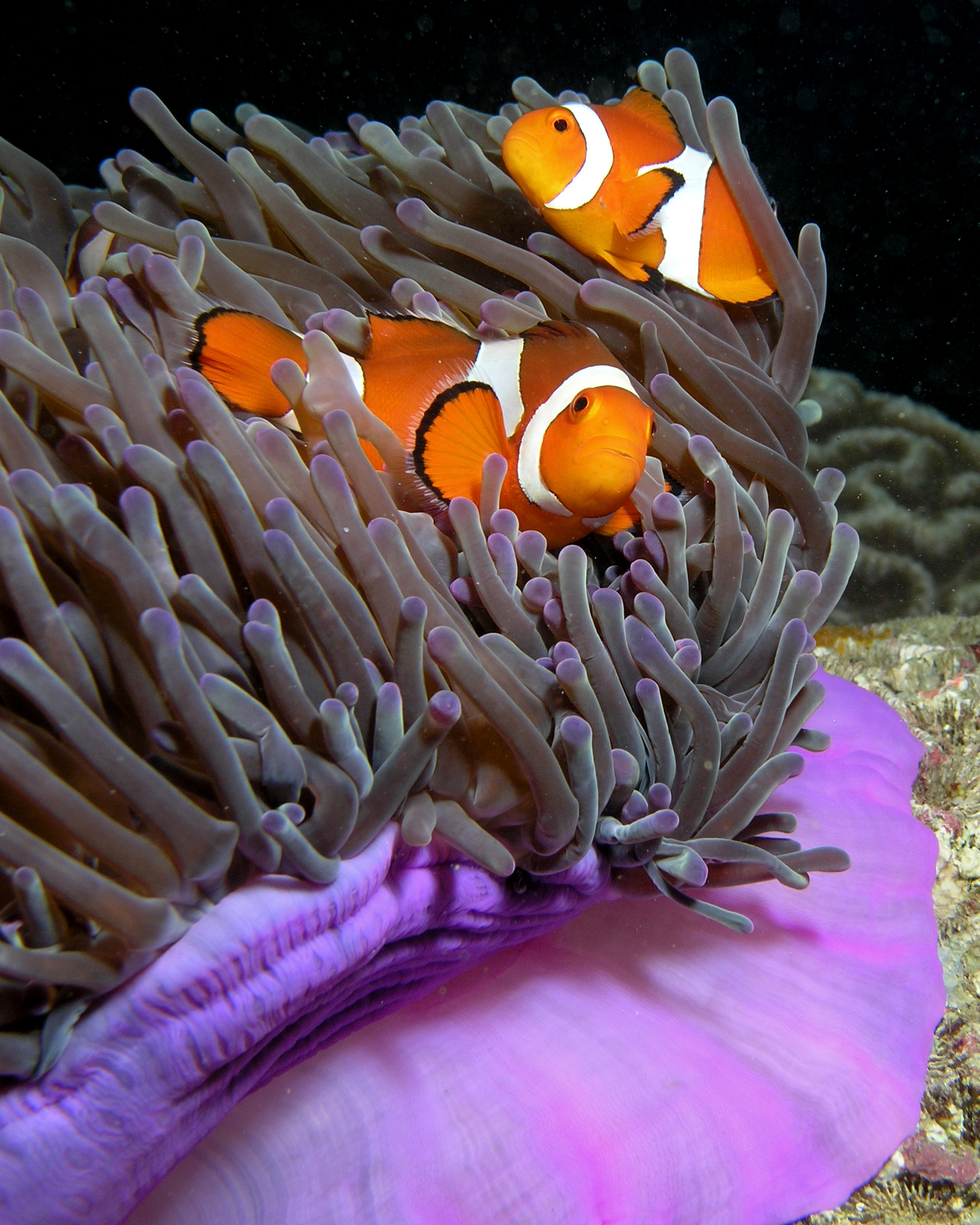
대표적인 자웅이숙종인 흰동가리. 암수가 짝을 지어 살다가 암컷이 죽으면 수컷이 암컷이 되어 수컷 새끼와 짝을 짓는다.

## 같이 보기
- 자웅동체
- 자웅이체